# 민병주
민병주(閔丙珠, 1959년 2월 26일 ~ )는 새누리당 비례대표 국회의원이었으며 부산광역시 출신이다.

## 학력
- 선일여자고등학교 졸업
- 이화여자대학교 물리학과 학사
- 이화여자대학교 대학원 고체물리학 석사
- 규슈 대학교 대학원 원자핵물리학 박사

## 경력
- 2005년 ~ 2007년 : 한국원자력연구원 연수원 원장
- 2009년 ~ 2010년 : 한국과학기술단체총연합회 이사
- 2010년 ~ 2011년 : 대한여성과학기술인회 회장
- 2011년 ~ 2012년 : 국가과학기술위원회 전문위원
- 2011년 ~ 2012년 : 한국원자력연구원 연구위원
- 2012년 ~ 2016년 : 제19대 국회의원 (새누리당 비례대표)
- 2012년 ~ 2013년 : 국회 교육과학기술위원회 위원
- 2012년 : 새누리당 국민행복추진위원회 창의산업추진단 단장
- 2012년 : 제18대 대통령선거 새누리당 중앙선거대책위원회 여성조직본부 호남권 선대본부 공동본부장
- 2012년 : 제18대 대통령선거 새누리당 중앙선거대책위원회 인재영입위원회 위원
- 2012년 : 제18대 대통령선거 새누리당 중앙선거대책위원회 인재영입위원회 과학기술본부 본부장
- 2013년 1월 ~ 2015년 2월 :제19대 국회 공직자윤리위원회 부위원장
- 2013년 ~ 2016년 5월 : 제19대 국회 미래창조과학방송통신위원회 위원
- 2013년 : 새누리당 북핵안보전략특별위원회 위원
- 2013년 : 새누리당 에너지특별위원회 위원
- 2013년 : 새누리당 창조경제 일자리창출 특별위원회 위원
- 2013년 : 새누리당 조직강화특별위원회 위원
- 2013년 : 새누리당 제6정책조정위원회 정책자문위원
- 2013년 : 국회 예산결산특별위원회 위원
- 2013년 : 새누리당 국제위원회 위원
- 2014년 : 새누리당 개인정보보호대책특별위원회 위원
- 2014년 : 국회 창조경제활성화특별위원회 위원
- 2014년 : 새누리당 경제혁신특별위원회 규제개혁분과 위원
- 2014년 : 새누리당 대전 유성구 당원협의회 운영위원장
- 2016년 6월 ~ 2017년 3월 : 이화여자대학교 기초과학연구소 초빙교수
- 2016년 8월 ~ : 울산과학기술원 기계항공 및 원자력공학부 교수
- 2018년 9월 ~ 2019년 8월 : 한국원자력학회 수석부회장
- 안전생활실천시민연합 경남안실련 전문위원
- 2019년 9월 ~ 2020년 8월 : 제32대 한국원자력학회 회장
- 2021년 8월 ~ 2021년 9월 : 최재형 열린캠프 자문위원
- 2022년 9월 ~ : 한국산업기술진흥원 원장

## 수상
- 2006년 : 세계원자력협회 공로상
- 2008년 : 과학기술포장
- 2015년 : 국회의원 헌정대상

## 역대 선거 결과
| 선거명      | 직책명             | 대수 | 정당     | 득표율 | 득표수      | 결과         | 당락                   |
| ----------- | ------------------ | ---- | -------- | ------ | ----------- | ------------ | ---------------------- |
| 제19대 총선 | 국회의원(비례대표) | 19대 | 새누리당 | 42.8%  | 9,130,651표 | 비례대표 1번 | 비례대표 국회의원 당선 |